# Майкл Ґрейді
Майкл Ґрейді (22 жовтня 1996 , Піттсбург, Пенсільванія ) — американський веслувальник, олімпійський чемпіон 2024 року.

## Виступи на Олімпіадах
| Олімпіада  | Дисципліна | Місце |
| ---------- | ---------- | ----- |
| Токіо 2020 | четвірки   | 5     |
| Париж 2024 | четвірки   | 1     |